# Consejo Legislativo de la Región Autónoma del Kurdistán

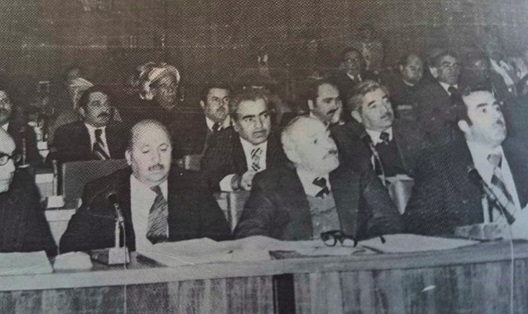
Sesión del Consejo Legislativo de la Región Autónoma del Kurdistán, 1978.

El Consejo Legislativo de la Región Autónoma del Kurdistán (en árabe: المجلس التشريعي لمنطقة كردستان للحكم الذاتي‎) fue un órgano legislativo de la Región Autónoma del Kurdistán en el norte de Irak que constaba de la gobernación de Duhok, la gobernación de Erbil y la gobernación de Sulaymaniyah de 1974 a 2003. Esta asamblea regional tenía poderes limitados para legislar sobre temas relacionados con la salud, la educación, el trabajo y el desarrollo social, cultural y económico. Tenía su sede en Erbil (aunque entre 1991 y 2003 la institución tuvo su sede en Bagdad). Los miembros del Consejo Legislativo prestaron servicios por períodos de tres años.

## Anuncio del 11 de marzo de 1974
En una medida unilateral el 11 de marzo de 1974, justo antes de que expirara el plazo de cuatro años establecido en el Acuerdo del 11 de marzo de 1970 entre el gobierno iraquí y el Partido Democrático del Kurdistán (PDK), el Consejo del Comando Revolucionario (CCR) enmendó la constitución provisional de Irak para proporcionar autonomía a la región del Kurdistán y emitió la Ley de Autonomía para la región del Kurdistán. Esta legislación hacía mención de un «consejo legislativo electo». Unos días más tarde se emitió una nueva ley, la Ley del Consejo Legislativo de la Región del Kurdistán, que en cambio establecía que la región tendría un «consejo legislativo designado» durante su fase inicial. El PDK se opuso a esta medida y argumentó que el lanzamiento del Consejo Legislativo debería haberse pospuesto hasta que se llevara a cabo un censo de las poblaciones kurdas en las áreas en disputa de Kirkuk, Sinjar y Khanaqin. Los combates entre el PDK y el gobierno iraquí se reanudaron en marzo de 1974.
La legislación establecía que el Consejo Legislativo elegiría un Consejo Ejecutivo para la región autónoma, aunque el presidente del Consejo Ejecutivo sería designado por el presidente de Irak. El Presidente de Irak también tendría el poder de destituir a los Consejos Legislativo y Ejecutivo. Hasta 1978 los miembros del Consejo Legislativo serían nombrados por el RCC. Los nombramientos de miembros del Consejo Legislativo inaugural se produjeron en agosto de 1974, con miembros de la facción disidente del KDP de de entre los nominados.

## Primer período (1974-1977)
La primera sesión del Consejo Legislativo se celebró en el edificio de la Escuela Preparatoria para Niños de Erbil el 5 de octubre de 1974. El líder disidente del KDP, Hashim Aqrawi, y miembro del Consejo Legislativo, había sido designado primer Presidente del Consejo Ejecutivo. Babakr Mahmud al-Rasul, un cacique conservador, sirvió como presidente del Consejo Legislativo durante el primer período. Ihsan Haibatullah Al-Mufti fue el vicepresidente e Ismail Rasul Ahmed el secretario del Consejo Legislativo. Por la noche, las fuerzas peshmerga dispararon granadas de mortero contra el hotel Hawraman, donde se alojaban miembros del Consejo Legislativo y periodistas que cubrían el evento.

## Segundo período (1978-1980)

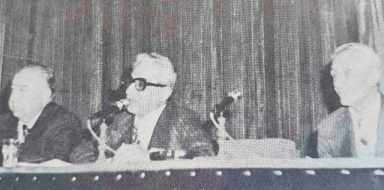
Presidium del Consejo Legislativo, 1978. Desde la izquierda: el vicepresidente Shaker Fattah Ahmed, el presidente Muhammed Ali Amin, el secretario Khalil Hamad Mustafa.

El segundo período del Consejo Legislativo comenzó en 1978, nuevamente los miembros fueron designados desde Bagdad. El tamaño de la asamblea se redujo a 50 miembros. Muhammed Ali Amin fue presidente durante este período, Shaker Fattah Ahmed fue vicepresidente y Khalil Hamad Mustafa fue secretario del Consejo Legislativo.

## Tercer período (1980-1983)
A mediados de diciembre de 1979 circularon proyectos de nueva legislación para las elecciones a la Asamblea Nacional iraquí y al Consejo Legislativo del Kurdistán. El 1 de enero de 1980, la RCC declaró que los poderes del presidente del Consejo Ejecutivo y del presidente del Consejo Legislativo se incrementarían significativamente. Posteriormente, se aprobó una nueva legislación que describía las normas para la elección directa del Consejo Legislativo. Las nuevas legislaciones electorales fueron anunciadas el 16 de marzo de 1980. Las primeras elecciones al Consejo Legislativo de la Región del Kurdistán se celebraron en septiembre de 1980. Según datos oficiales, unos 701.000 electores emitieron su voto. 194 candidatos compitieron por 50 puestos en la asamblea. La mayoría de los miembros electos eran notables feudales o clérigos con vínculos con el gobierno iraquí.

## Cuarto período (1983-1986)
La segunda elección para el Consejo Legislativo se celebró el 6 de agosto de 1983, y la asamblea se amplió a 57 miembros. En esta ocasión dos mujeres fueron elegidas para el Consejo Legislativo.

## Quinto período (1986-1989)
Las elecciones se celebraron el 13 de agosto de 1986. En comparación con las elecciones anteriores, las autoridades de Bagdad tuvieron un control mucho más estricto de la preselección de candidatos, en el contexto de la entonces guerra con Irán. Se enmendó la legislación electoral con una cláusula que exigía que los candidatos debían ser leales a los principios y objetivos baazistas. 146 candidatos se presentaron a 50 puestos del Consejo Legislativo.
Veinte de los miembros electos fueron reelegidos como titulares. Tres titulares de cargos de la asamblea saliente fueron reelegidos: el presidente Ahmad Abdulqader Al-Naqshbandi, el vicepresidente Hikmat Haji Salim Al-Atrushi y el secretario Jamal Jalal. La mayoría de los miembros de la asamblea eran funcionarios gubernamentales, generalmente entre 30 y 40 años La asamblea recién elegida contaba con varios líderes tribales con experiencia de primera línea como comandantes de las Fuerzas de Defensa Nacional. El número de legisladoras aumentó a cuatro. Entre los miembros electos no había ni un solo graduado universitario. El actual presidente del Consejo Ejecutivo Yahya Al-Jaf fue destituido de su cargo después de las elecciones, y el presidente iraquí Sadam Huseín nombró Sirwan Abdullah Hussein Al-Jaf como nuevo Presidente del Consejo Ejecutivo.
El Presidente Saddam Hussein asistió personalmente a la sesión inaugural del recién elegido Consejo Legislativo. En su discurso afirmó el compromiso con la autonomía kurda y afirmó que Erbil sería designada capital de verano de Irak.

## Sexto período (1989-1996)
Las últimas elecciones para el Consejo Legislativo se llevaron a cabo el 9 de septiembre de 1989. Después de las elecciones de se convirtió en el nuevo presidente del Consejo Legislativo. Después de la Guerra del Golfo de 1991, tras la cual el gobierno iraquí perdió el control sobre la región del Kurdistán, el Consejo Legislativo tuvo su sede en Bagdad. La duración del período legislativo se amplió hasta 1996.

## Séptimo período (1996-2003)
En 1996 se nombró un nuevo Consejo Legislativo con sede en Bagdad. En 2000, el mandato del Consejo Legislativo se amplió otros tres años. Bahauddin Ahmed Faraj mantuvo el cargo de presidente del Consejo Legislativo durante este período.